# Rueda de la Sierra

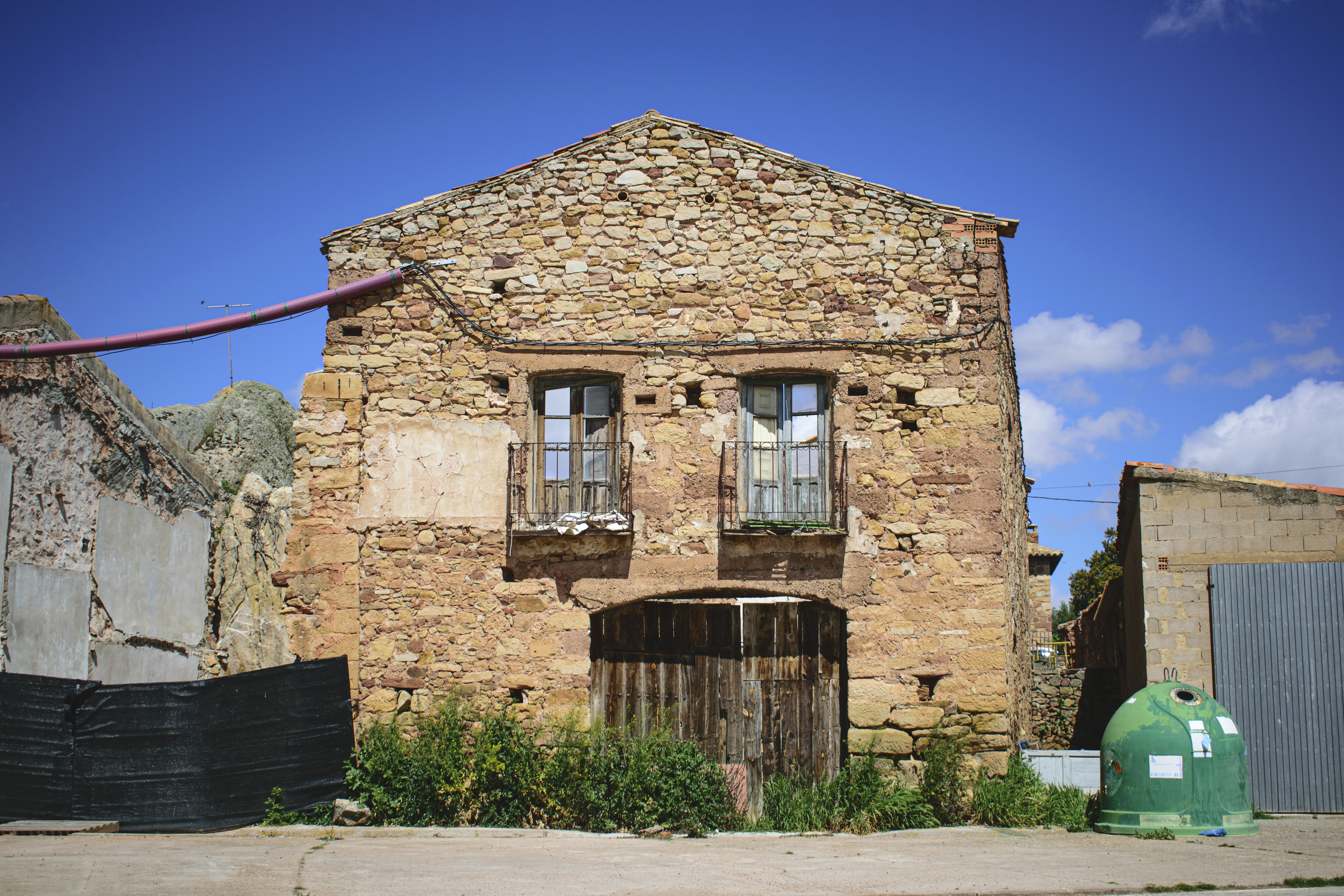
Imagen de vivienda fruto de la España vaciada

Rueda de la Sierra es un municipio y localidad española de la provincia de Guadalajara, en la comunidad autónoma de Castilla-La Mancha. El término municipal tiene una población de 38 habitantes (INE 2024).

## Geografía

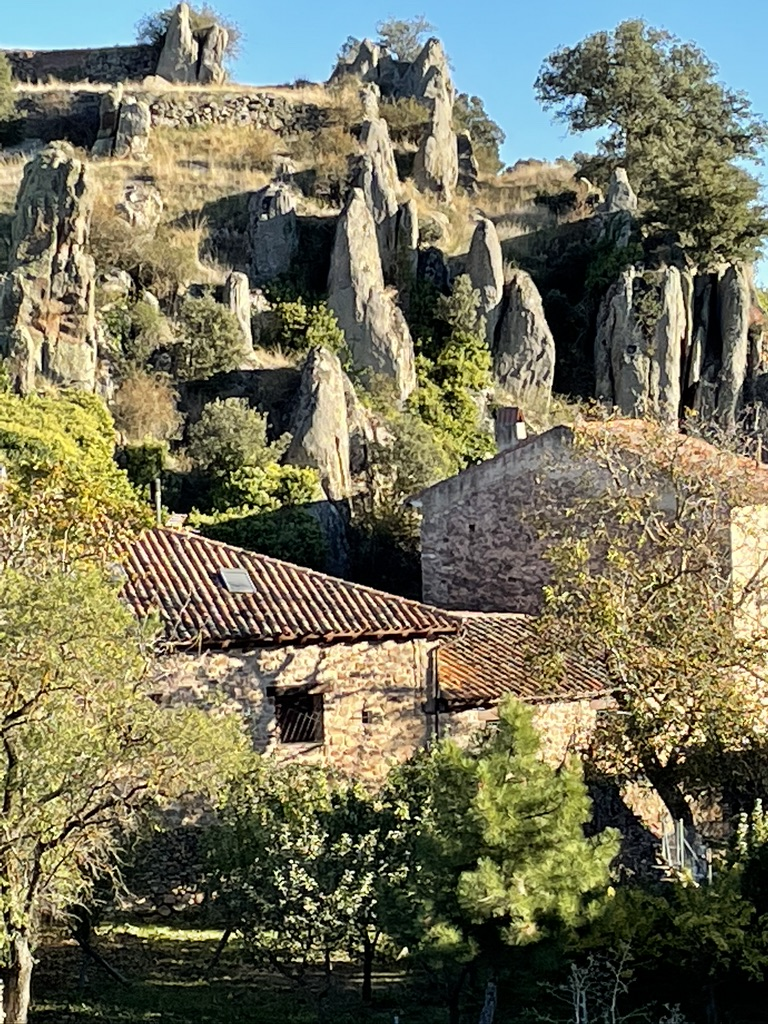
Paisaje de Rueda de la Sierra

En Rueda de la Sierra tiene lugar el nacimiento del río Piedra, que da nombre al monasterio de Piedra. 

## Historia
En 1830 nace en la localidad Narciso Martínez Izquierdo, obispo de Salamanca y de Madrid-Alcalá.
Hacia mediados del siglo XIX, el lugar tenía contabilizada una población de 148 habitantes. La localidad aparece descrita en el decimotercer volumen del Diccionario geográfico-estadístico-histórico de España y sus posesiones de Ultramar de Pascual Madoz de la siguiente manera:

RUEDA: l. con ayunt. en la prov. de Guadalajara (22 1/2 leg.), part. jud. de Molina (1 1/2), aud. terr. de Madrid (32 1/2), c. g. de Castilla la Nueva, dióc. de Sigüenza (12). sit. al pie de una sierra con buena ventilacion y clima frio. Tiene 40 casas; la consistorial; escuela de instruccion primaria á cargo de un maestro, sacristan y secretario de ayunt.; una igl. parr. servida por un cura, cuya plaza es de provision real ú ordinaria, segun los meses en que ocurra la vacante. térm.: confina con los de Cillas, Cubillejo y Novella; dentro de él se encuentran varias fuentes de buenas aguas y algunos corrales de cerrar ganado. El terreno, quebrado y áspero en su mayor parte, es de mediana calidad; comprende buenos trozos de monte poblados de encina, roble y alguna otra mata baja. caminos: los que dirigen á los pueblos limítrofes, todos de herradura y en mediano estado. correo: se recibe y despacha en la cab. del part. prod.: trigo, cebada, avena, algunas legumbres, leñas de combustible, carboneo, y buenos pastos, con los que se mantiene ganado lanar, cabrio, vacuno, mular y asnal; hay caza de perdices, conejos y liebres. ind.: la agrícola y la arrieria, á la que se dedican algunos vecinos. pobl.: 35 vec., 148 alm. cap. prod.: 850,500 rs. imp.: 51,030. contr.. 2,930.
(Madoz, 1849, p. 590)

Hasta la reforma de la nomenclatura municipal de 1916 el municipio se llamaba simplemente Rueda. En dicha fecha su nombre fue modificado por el de Rueda de la Sierra.

## Demografía
Rueda de la Sierra cuenta con una población de 38 habitantes (INE 2024).
| Gráfica de evolución demográfica de Rueda de la Sierra entre 1842 y 2021 |
| |
| Población de derecho según los censos de población del INE Población de hecho según los censos de población del INEEntre el censo de 1970 y el anterior, crece el término del municipio porque incorpora a Cillas |

| 85            | 76 | 69 | 58 | 46 | 57 | 56 | 50 | 38 |
| (Fuente: INE) |    |    |    |    |    |    |    |    |

## Patrimonio
Iglesia de Nuestra Señora de las Nieves

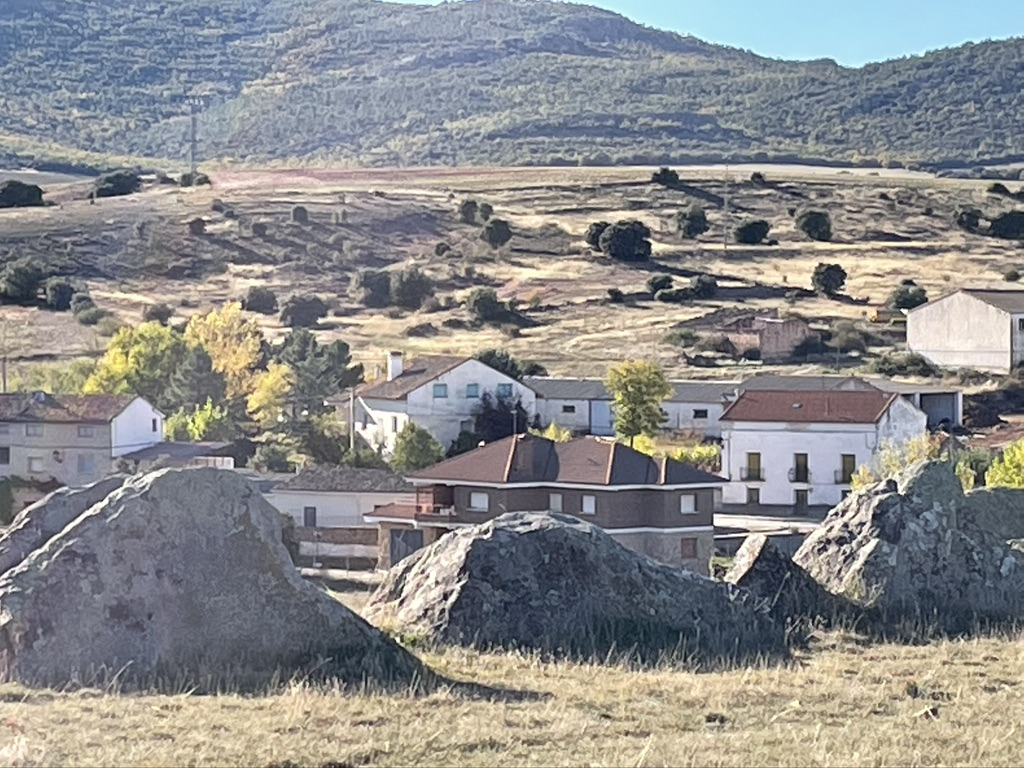
Vistas desde la fortaleza

La iglesia con arquitectura románica del siglo XII, las ermitas de la Soledad y de Santa Bárbara, el monolito en memoria al obispo Narciso Martínez, el edificio del ayuntamiento, el pairón de Nuestra Señora de las Nieves y el de la Virgen del Pilar, la casa de los Vallejo y sus dos fuentes públicas.

## Galería de imágenes

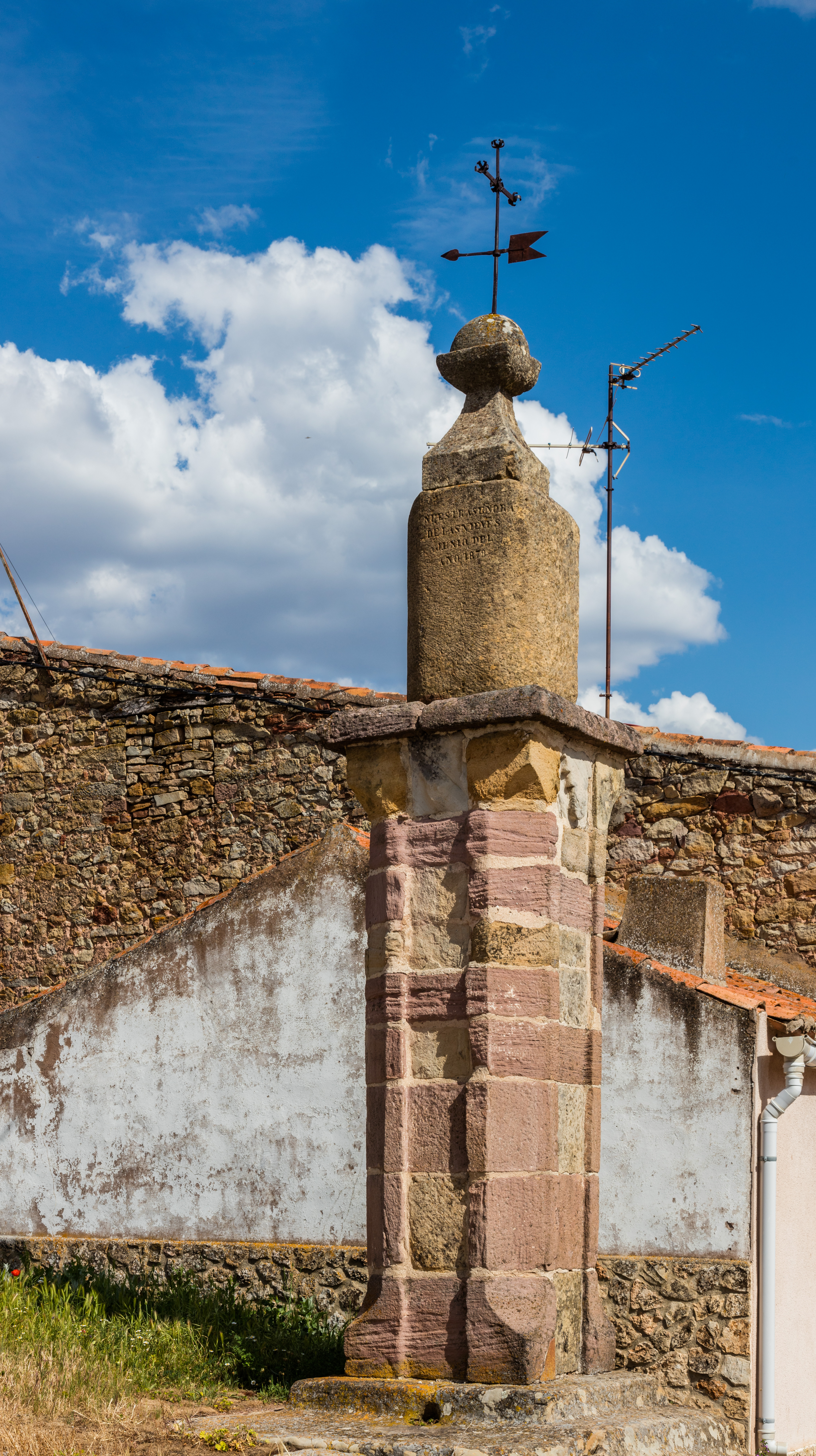
Rollo de justicia
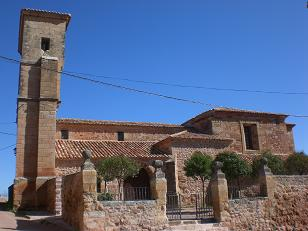
Iglesia de Rueda de la Sierra